# Paul Berkemann
Paul Berkemann (20 de Janeiro de 1913) foi um comandante de U-Boot que serviu na Kriegsmarine durante a Segunda Guerra Mundial.

## Carreira militar
Paul Berkemann iniciou a sua carreira militar ao entrar para a marinha no ano de 1933. Assumiu o comando do U-4709 ao comissioná-lo no dia 3 de março de 1945. Foram abertos buracos em seu casco para afundar no dia 4 de maio de 1945 em Kiel. Não realizou nenhuma patrulha de guerra no conflito.

### Patentes
| Oberleutnant zur See | 1 de julho de 1944 |

### Condecorações
| Cruz Espanhola em Bronze com Espadas | 6 de junho de 1939  |
| Cruz de Ferro 2ª Classe              | 23 de julho de 1940 |
| Distintivo de Guerra U-Boot (1939)   | 23 de julho de 1940 |